# Romería de San Isidro (Valencia de Alcántara)
La Romería de San Isidro Labrador es una fiesta de interés turístico regional que se celebra en el mes de mayo en Valencia de Alcántara, en la provincia de Cáceres, España.

## Historia
La celebración se inició en la década de 1940 como homenaje de las personas del campo de la localidad de Valencia de Alcántara hacia San Isidro Labrador, su patrón. Los actos se celebraban en la Iglesia de la Encarnación, en la que personas vestidas con el traje tradicional realizaban ofrendas al santo. A continuación, agricultores y ganaderos, portaban a hombros en procesión a la imagen por las calles del pueblo.
Posteriormente se fueron sumando a la procesión personas montadas a caballo con trajes regional, burros, carretas arrastradas por bueyes o vacas, y tractores engalanados representando escenas de la Campiña de Valencia de Alcántara o de las diferentes épocas del campo: huertas, eras, campos sembrados, etc.
En 1958, la Hermandad de Agricultores y Ganaderos decidió crear una serie de actos extraordinarios en esta festividad, dando un impulso especial a la romería,  con la creación de un concurso de Carrozas e invitación a participar a personas de las poblaciones vecinas de la comarca y de Portugal.
A finales de los años 60 la festividad se fue engrandeciendo con actividades paralelas, bailes de los grupos de coros y danzas de ‘La Buenavista’ o de ‘La Fontañera’; competiciones deportivas y becerradas.

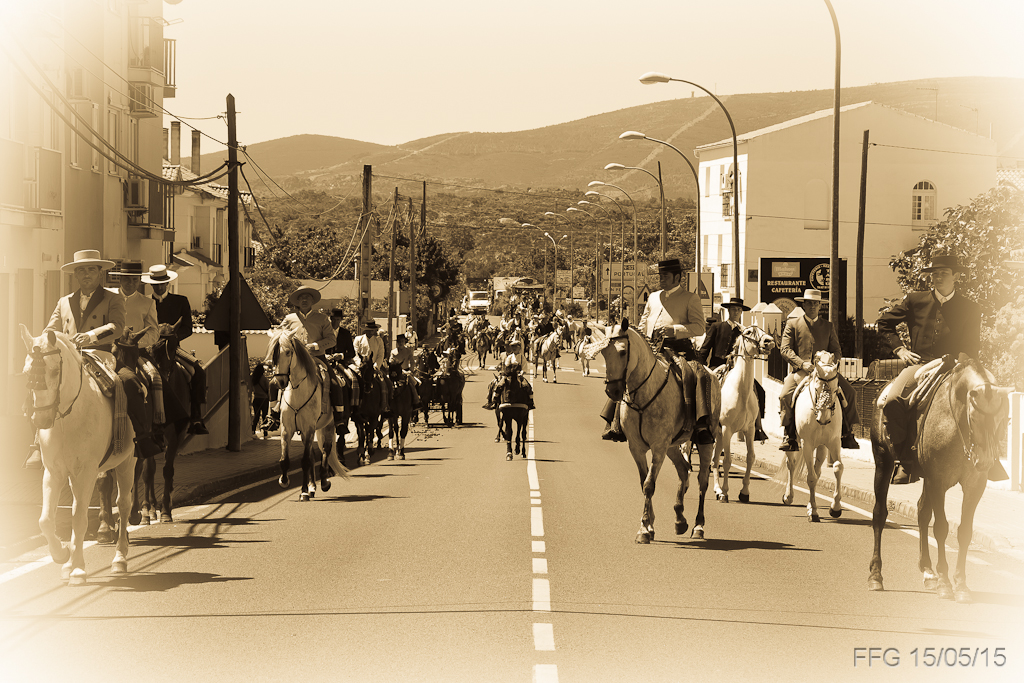
Desfile por las calles de Valencia de Alcántara

Desde entonces, año tras año ha ido aumentando el número de asociaciones, peñas o grupos de amistades que preparan sus caballerías o carrozas para acompañar a San Isidro. Esta alta participación, junto a la relevancia turística de la fiesta, y sus valores culturales y de salvaguarda de las tradiciones, hizo que la romería urbana de San Isidro fuera declarada Fiesta de Interés Turístico Regional en 1989, siendo la primera romería en ser reconocida como de Interés Turístico Regional.

## Descripción
A partir de 1980 se produce un cambio importante en la festividad, y tras conseguir que la fecha se convierta en fiesta local,se modifica el espacio donde se realizan los actos principales, acogiendo el Parque de España la celebración, a media mañana, de la misa tradicional extremeña presidida por las autoridades locales y regionales y cantada por el grupo folclórico local Juéllega Extremeña.
Bordeando el parque, se van sumando a la celebración jinetes, amazonas y carrozas, que tras la celebración religiosa acompañan a San Isidro en una romería urbana con un desfile por las distintas calles de la pueblo, siendo de especial interés el paso por la calle Hernán Cortés, por la afluencia de público en esta zona, además del atractivo visual que ofrece la formación de las caballerías y las demostraciones de habilidad por parte de jinetes y amazonas.
El programa de festejos, organizado por la Asociación San Isidro Labrador en colaboración con el Ayuntamiento, asociaciones, empresas y particulares, comprende una semana de actividades que comienzan la semana antes con yincanas, exposiciones y concursos agroganaderos, pasacalles y bailes populares, y culmina el día 15 de mayo con la procesión, desfile y un festejo taurino.
Desde los años 80 de la organización de los actos festivos se encargaba la Comisión de San Isidro. Desde 1998, con el relevo por parte de la Asociación de San Isidro Labrador, la programación de festejos cuenta también con la colaboración del  Ayuntamiento  de  Valencia  de  Alcántara,  Diputación  de  Cáceres  y  Junta  de Extremadura, además de la implicación de las asociaciones locales, empresas y ciudadanía.

## Costumbres

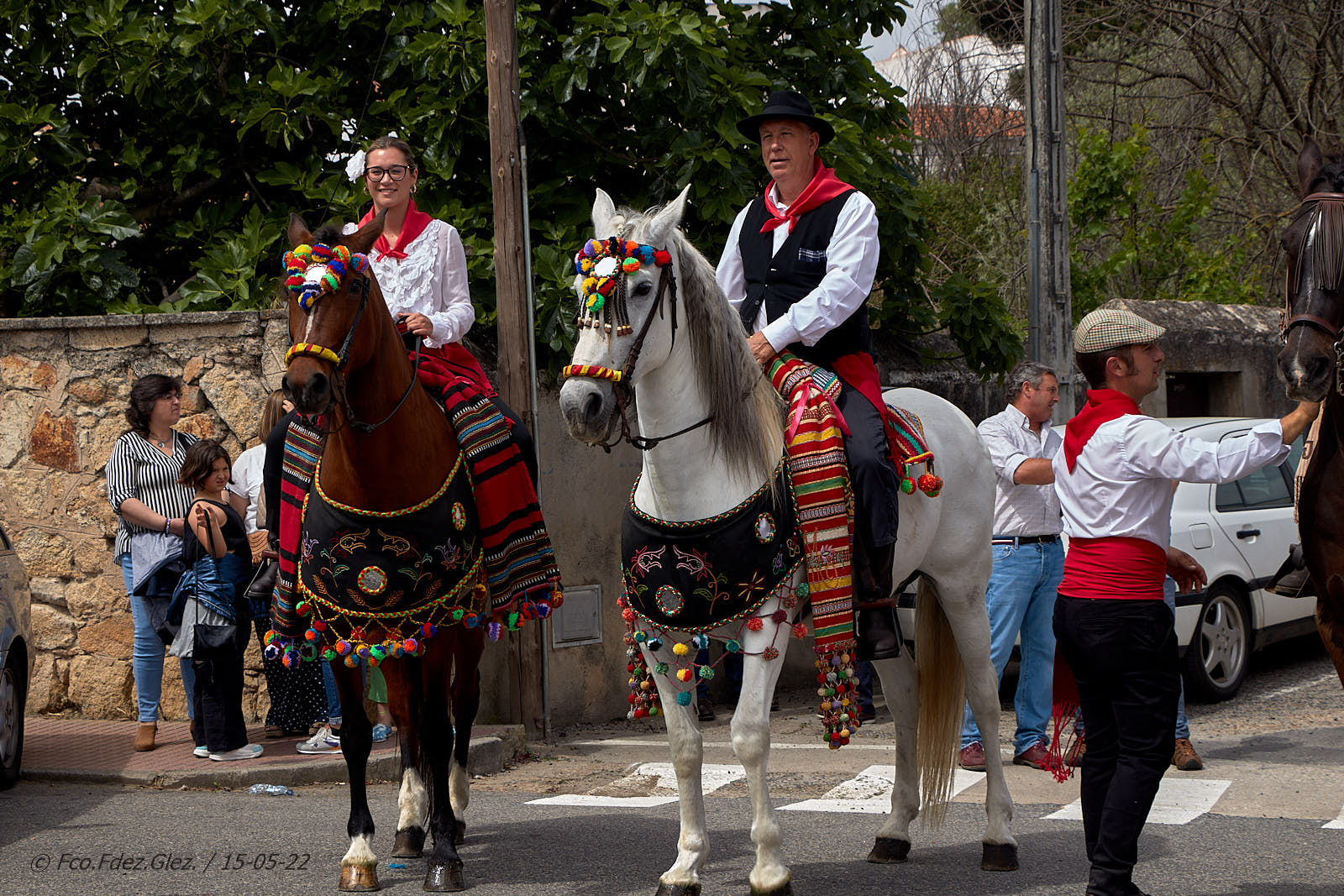
Amazona y jinete con caballos engalanados

Trajes que se visten para esta celebración:
- Traje de labradora: compuesto por zapatos negros, medias, pololos, enaguas, jubón, refajo de paño (pintado, el más antiguo; o bordado, antiguamente se bordaba con lana), mandil negro de terciopelo (con puntillas en los bordes y adornado con pasamanería y azabache), faldriquera (bordada con las iniciales), mantilla de terciopelo que se utiliza para las celebraciones religiosas, pañuelo alfombrado o de cien colores, collar y pendientes (de herradura y calabaza).[7]
- Traje de labrador: compuesto por medias blancas, calzón con alzapón, polainas de paño (antiguamente también de cuero), fajín rojo o de color con las iniciales bordadas (fajín negro para los mayores), camisa blanca, chaleco de tela brocada o de terciopelo, chaqueta de paño negro con bordes redondeados y algún agremán de adorno.
- Traje coloquialmente denominado "de espigadora", que no es tradicional, y es más bien un traje de romería, es más sencillo de hacer y más ligero de llevar.[8]
- Traje corto, para quienes van a caballo.[8]

Los caballos van engalanados con mantas y otras decoraciones. Las carrozas van decoradas con mantas, retamas, flores silvestres, y escenas del campo (saca del corcho, colmenas, carboneras, lavanderas, matanza, vareo de la aceituna...).Las carrozas, engalanadas y decoradas con oficios de antaño, son una muestra etnográfica móvil.Se entregan premios a las carrozas más bonitas.
Durante la romería se come y se bebe en los tractores, se reparte vino, y tras el recorrido de la romería en las casetas se sirve comida y bebida.
|                                    |
| Refajos bordados y medias bordadas |

|                                              |
| Pañuelo de cien colores, jubón y gargantilla |

|                               |
| Imagen de San Isidro Labrador |

|                                                                  |
| Trajes de labrador/a. Museo Etnográfico de Valencia de Alcántara |

|                                             |
| Carroza pasando por la Iglesia de Rocamador |

## Reconocimientos
- Declarada por la Junta de Extremadura Fiesta de Interés Turístico Regional el 13 de junio de 1989.[5]